# Helnæs Fyr
Helnæs Fyr er et 28 meter højt, firkantet fyr opført i 1901 på Helnæs, en halvø sydøst for Assens på Fyn. Skibe kan se fyret op til 16 sømil borte. Fyrets signal er et sekunds blink efterfulgt af fem sekunders pause.
- Helnæs Fyr, sommer 2007.
- Helnæs fyr, vinteren 2006.